# Верхний Азъял
Верхний Азъял (луговомар. Кӱшыл Азъял) — деревня в Волжском районе Республики Марий Эл. Входит в состав Петъяльского сельского поселения.

## География
Находится в южной части республики Марий Эл на расстоянии приблизительно 32 км по прямой на северо-восток от районного центра города Волжск.

## История
Известна с 1763 года как деревня Азъял (Пек Кукморы) с 424 жителями, мари. В 1795 году здесь (уже Азъял-Петъял или Верхний Азъял) в 94 дворах проживали 736 жителей, мари, в 1897 году — 778 человек, в 1923 году — 555 человек (143 дворов), в 1980—343 человека (111 хозяйств). В советское время работали колхозы им. Кирова, им. Сталина, «Смена» и «Ужара».

## Население
Население составляло 219 человек (мари 98 %) в 2002 году, 195 в 2010.